# غوفيندراي هـ ناياك
غوفيندراي هـ ناياك (بالإنجليزية: Govindray H. Nayak)‏‏ (18 سبتمبر 1933 - 26 مايو 2023) شاعر، وكاتب من الهند.

## الجوائز
- جائزة أكاديمية شايتا  [لغات أخرى]‏[2]